# William Brill
William Lloyd Brill (Ganmain, 17 de Maio de 1916 – Campbell, 12 de Outubro de 1964) foi um oficial e piloto de bombardeiros da Real Força Aérea Australiana (RAAF). Nascido no distrito de Riverina, em Nova Gales do Sul, era um agricultor e reserva do Exército Australiano, antes de se juntar à RAAF em 1940. Depois de treinar na Austrália e no Canadá, foi colocado na Inglaterra em 1941 para prestar serviço na guerra aérea europeia. Entrou pela primeira vez em combate com o Esquadrão N.º 460, a bordo de um bombardeiro médio Vickers Wellington. Em Maio de 1942 foi condecorado com a Cruz de Voo Distinto, por atacar um alvo inimigo mesmo tendo o seu avião severamente danificado por fogo antiaéreo. Depois de se tornar instrutor de voo na Real Força Aérea (RAF), regressou à campanha de bombardeamento em Janeiro de 1944 pelo Esquadrão N.º 463, com bombardeiros pesados Avro Lancaster.
A liderança e determinação de Brill em completar as suas missões, mesmo com aeronaves danificadas—numa ocasião danificada por bombas de um Lancaster que voava por cima dele—valeu-lhe a Ordem de Serviços Distintos. Promovido a Wing Commander, em Maio de 1944, tomou o comando do Esquadrão N.º 467 depois da morte do seu então comandante, o Group Capitain John Balmer. De regresso à Austrália, permaneceu na força aérea depois da guerra, e comandou o Esquadrão N.º 10 entre 1949 e 1950. Mais tarde, durante os anos 50 e 60, comandou bases aéreas em Rathmines, Canberra e Townsville. Brill serviu dois termos como Director dos Serviços de Pessoal da RAAF, em 1956-59 e 1960-63, altura em que foi promovido a group captain. O seu último posto de serviço foi no Departamento do Ar em Camberra. Em Outubro de 1964 faleceu, vitima de um ataque cardíaco.

## Juventude
Brill nasceu no dia 17 de Maio de 1916, na cidade de Ganmain, distrito de Riverina, Nova Gales do Sul. Era o quarto de sete filhos do agricultor Edward Brill e de sua mulher Bertha, que eram naturais de Vitória. A família Brill possuía uma propriedade chamada "Clearview", e Brill frequentou a escola local. Completou a sua educação na Yanco Agricultural High School, recebendo o seu certificado de estudos antes de se juntar aos seus irmãos na quinta de trigo. Fisicamente forte, era um entusiasta de futebol australiano, tendo jogado por várias equipas. No dia 5 de Janeiro de 1939, Brill alistou-se no 21º Regimento de Cavalaria Leve, uma unidade de reservas do Exército Australiano, em Narrandera. Em Maio, foi promovido a cabo. Um mês antes, ele foi testado como um potencial cadete para a força aérea, tendo-se concluído que era "um sujeito tranquilo" que era "um bocado lento" mas "inteligente".
No dia 11 de Novembro de 1940, Brill foi transferido para a RAAF como reserva, numa altura em que os reservas eram conhecidos como Citizen Air Force (CAF) (em português: Força Aérea de Cidadãos). Passou pelo Esquema de Treino Aéreo do Império, no qual recebeu instrução inicial na Estação de Bradfield Park, em Sydney. Seleccionado para se tornar num piloto, recebeu treino elementar de voo no avião de Havilland Tiger Moth na Estação de Narrandera. Em Março de 1941, foi colocado no Canadá para receber instrução avançada em aviões Avro Anson, na Estação de Calgary, no Canadá. No dia 28 de Julho de 1941 foi certificado como oficial piloto, e embarcou para a Inglaterra no mês seguinte. Em Outubro começou a receber treino de conversão para bombardeiros médios Vickers Wellington, na Base aérea de Lichfield, e ficou colocado no Esquadrão N.º 460 da RAAF, que foi formado no mês seguinte na Base aérea de Molesworth.

## Guerra aérea na Europa

### Primeira ronda de missões
Criado sob o artigo Artigo XV do Esquema de Treino Aéreo do Império, o Esquadrão N.º 460 foi uma de várias formações australianas que fizeram parte do Comando de Bombardeiros da RAF, na campanha aérea contra a Alemanha Nazi. Em Janeiro de 1942, a unidade foi transferida de Molesworth para Breighton, em Yorkshire. Brill voou como co-piloto na primeira operação do Esquadrão N.º 460, contra o porto alemão de Emden, em Março. Rapidamente Brill passou a comandar o seu próprio Wellington, atacando alvos inimigos no norte de França. No dia 5 de Abril de 1942, ele levou a cabo a sua primeira operação contra uma cidade bem defendida e bem dentro do território inimigo, a cidade de Colónia. Mais tarde, antes do raid, ele mostrou alguma apreensão, dizendo: Como é que vou conseguir voltar depois disto quando outros, que são melhores do que eu alguma vez serei, não conseguiram? Entrarei em pânico quando me deparar com uma situação apertada? Irei desiludir o resto da rapaziada? Quem sou eu para segurar, nas minhas mãos, as vida de cinco homens?

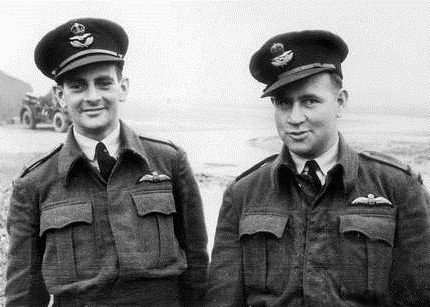
William Brill (à direita) com o seu camarada de esquadrão Arthur Doubleday, em Molesworth, Inglaterra, por volta de 1941 ou 1942

Na noite de 20/30 de Maio de 1942, Brill comanda uma de 27 aeronaves destacadas para bombardear fábricas Gnome et Rhône, Thomson Houston e Goodrich no subúrbio de Paris de Gennevilliers. Era necessário que as tripulações tivessem boas condições atmosféricas que lhes permitisse ter uma boa visibilidade do algo antes de bombardear, isto para assegurar que as bombas acertavam nos alvos e evitar ao máximo causar baixas civis. Devido às péssimas condições meteorológicas no Canal da Mancha, o avião de Brill teve que voar a uma altitude abaixo dos 60 metros, até chegar à costa francesa. As nuvens começaram a desaparecer à medida que os aviões se aproximavam de Paris, e holofotes depressa iluminaram o céu, juntamente com o fogo da artilharia antiaérea. A maior parte dos bombardeiros largou as suas bombas entre os 1200 e os 2400 metros de altitude, mas Brill decidiu baixar até aos 460 metros de altitude antes de iniciar o ataque. Com o compartimento de bombas aberto, o seu avião foi atingido por uma bateria antiaérea, que danificou o sistema hidráulico e a posição de atirador traseiro, além de ter deixado uma das bombas de 450 quilos pendurada depois de todas as outras já terem sido largadas por cima do alvo. De regresso a Inglaterra, tendo passado novamente por mau tempo, conseguiu localizar um local de aterragem de emergência e, com o seu Wellington danificado, com o compartimento de bombas ainda aberto e um pneu furado, conseguiu aterrar; a aeronave foi mais tarde para a sucata. O bombardeiro de Brill foi um único de quarto bombardeiros do Esquadrão N.º 460 que conseguiu encontrar o alvo e atacar com sucesso. Pela sua "esplêndida coragem e determinação", foi condecorado com a Cruz de Voo Distinto no dia 26 de Junho, tornando-se no primeiro piloto do esquadrão a ser condecorado.
O Esquadrão N.º 460 participou em mil ataques aéreos de bombardeamento contra a cidade de Colónia, Essen e Bremen, entre Maio de Junho de 1942. Brill foi promovido a Tenente de voo em Julho, e concluiu a sua primeira ronda de operações, totalizando 31 missões aéreas no dia 11 de Agosto. Completado o serviço, foi retirado da linha da frente e colocado nas ilhas britânicas, onde passou a desempenhar funções como instrutor na Unidade de Treino Operacional N.º 27, em Lichfield. Aqui, passou os 11 meses seguintes, comandando a unidade de treino e sendo promovido a Líder de esquadrão em Abril de 1943. Em Agosto, foi padrinho de casamento do seu amigo e camarada Arthur Doubleday, um piloto da RAAF. A imprensa chegaria a referir-se a ambos como "gémeos voadores", dado que a sua carreia militar em tempo de guerra havia sido paralela—ambos eram do distrito de Riverina, juntaram-se à força aérea no 11 de Novembro de 1940, chegaram a Inglaterra em Agosto de 1941, pilotaram bombardeiros Wellington no Esquadrão N.º 460, voluntariaram-se para uma segunda ronda de operações aéreas pelo Comando de Bombardeiros e receberam várias condecorações e promoções lado a lado. Doubleday sobreviveria à guerra e, no pós-guerra, passou para a aviação civil.

### Segunda ronda de missões

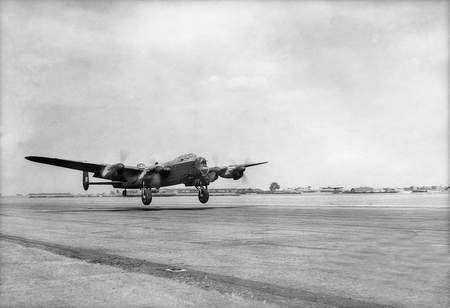
Um Lancaster do Esquadrão N.º 463, em Waddington

Depois de se voluntariar para uma segunda ronda de operações, Brill passou por um treino de conversão para aeronaves Handley Page Halifax e Avro Lancaster, ambos bombardeiros, nos últimos meses de 1943. Na passagem de ano, foi nomeado comandante do Esquadrão N.º 463, que operava bombardeiros Lancaster a partir da Base aérea de Waddington, em Lincolnshire. Waddington também era a casa de outro esquadrão australiano, o Esquadrão N.º 467, e Brill tomou acção em relação à confusão que se vivia na base. O seu irmão mais novo, Vic, que se havia juntado à RAAF em 1941, estava a cumprir serviço no mesmo esquadrão. Brill regressou ao combate a meio da Batalha aérea de Berlim, realizando a sua primeira missão a 20 de Janeiro de 1944. A probabilidade estatística de um tripulante aéreo sobreviver a uma ronda de 30 missões no Comando de Bombardeiros nunca era mais alta que 50%, contudo, a probabilidade de um tripulante aéreo não regressar, durante a Batalha de Berlim, era muito maior.
Brill descolou para a sua segunda missão em direcção a Berlim no dia 27 de Janeiro. O Lancaster que ele pilotava era visto com mais olhos pelos militares do esquadrão, pois possuía um motor que perdia força no ar mas nunca perdia força durante os testes realizados em terra, além de ter ocorrido uma falha, na missão anterior, no fornecimento de oxigénio para o atirador traseiro, falha que acabou por matar o atirador. De facto, um dos motores começou a falhar quando Brill ainda estava a caminho de Berlim, forçando-o a voar mais baixo que o normal. Depois de largar as suas bombas por cima do alvo, ele sentiu a aeronave a levar várias pancadas que, assumiu ele, teriam origem nas baterias antiaéreas do inimigo mas, na realidade, eram as armas incendiárias de um bombardeiro Lancaster a voar por cima dele. O nariz da aeronave, sistema de controlo da aeronave e componentes eléctricas ficaram todas danificadas, e a asa esquerda ficou a arder. Depois de avisar a tripulação sobre a situação crítica, Brill mergulhou com o Lancaster e conseguiu com que as chamas se extinguissem. A tripulação continuou com as condições necessárias para se manter a bordo e, depois de nove horas de voo, o avião aterrou em segurança em Waddington. O veredicto de Brill sobre a missão foi, como mais tarde escreveu, "não é a minha ideia de entretenimento nocturno". Ele voou um total de 11 missões durante a Batalha de Berlim, incluindo uma durante o raid que mais custou ao Comando de Bombardeiro, contra a cidade de Nuremberga, em Março. Nessa ocasião, um dos motores do seu bombardeiro falhou e outro ficou danificado quando teve que voar através de uma nuvem de detritos de um Lancaster que havia explodido mesmo à sua frente.

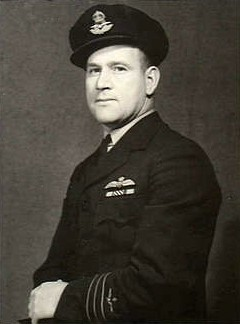
Comandante de Ala Brill, como comandante do Esquadrão N.º 467, em Junho de 1944

Em Abril de 1944, o Esquadrão N.º 463 começou a concentrar-se em alvos na França e na Bélgica, à medida que a atenção da campanha aérea dos aliados mudou de bombardeamento estratégico para a destruição de aeródromos e linhas de comunicação, medidas estas que foram tomadas para preparar o caminho de uma invasão ao continente europeu. A 8 de Maio, Brill foi o controlador por de trás de um bombardeamento num aeródromo perto de Brest. Nesta época, um controlador neste tipo de missão aérea era um piloto que pilotava à frente de todos e chegada bem antes de toda a formação, e fazia a verificação e a marcação do alvo, avisando sobre possíveis posições de defesa aérea inimiga e reportando se o bombardeamento havia sido ou não eficaz. Depois de Brill ter feito o seu papel de controlador, ele próprio investiu em direcção ao inimigo; contudo, a defesa antiaérea dos alemães estava atenta, e abriu fogo contra o Lancaster. Brill recusou-se a fazer qualquer manobra evasiva enquanto não largasse as bombas por cima do alvo, e o seu Lancaster saiu da área de ataque com 140 buracos de munições alemãs. Promovido a Wing Commander, Brill assumiu o comando do Esquadrão N.º 467 no dia 12 de Maio, depois da morte em combate do anterior comandante, o Capitão de Grupo John Balmer. De acordo com a história oficial da RAAF na Segunda Guerra Mundial, Brill "provou ser um sucessor à altura para o lugar de Balmer, tanto na administração como na liderança, características que elevaram os esquadrões de Waddington ao topo do Grupo N.º 5". No dia 19 de Maio, foi condecorado com a Ordem de Serviços Distintos, pela "liderança, habilidade e bravura ao mais alto nível" e pela "determinação em fazer de tudo para que todas as missões sejam um sucesso", apesar de frequentemente voltar para casa com a aeronave danificada. No mês seguinte, Brill liderou o Esquadrão N.º 467 em ataques contra estações de radar do eixo no norte da França. No Dia D, o esquadrão esteve em acção nos céus de Pointe du Hoc e, mais tarde, abriu caminho para as tropas aliadas avançarem até à Península do Cotentin.
Na noite de 4/5 de Julho, os esquadrões 463 e 467 bombardearam depósitos de materiais para armas V, perto de Saint-Leu-d'Esserent. O Lancaster de Brill foi atacado por três caças nocturnos da Luftwaffe, mas ele foi capaz de fugir com apenas algumas munições a atingirem o seu avião. A sua "liderança e coragem" durante esta acção valeu-lhe uma barra na sua medalha de serviços distintos. Brill completou a sua segunda ronda de missões em Julho, mas ficou para voar mais algumas missões, frequentemente a dar instrução e conselhos a jovens tripulações. Por esta altura, Brill tinha ganho a reputação de ser um bocado "doido", pois muitas vezes ele voava em círculos para verificar se o seu lançamento de bombas havia sido eficaz ou não, em vez de simplesmente bater em retirada o mais rapidamente possível de volta para a base. Durante os períodos em que não estavam a decorrer missões, ele adquiriu o habito de pegar num bombardeiro Lancaster e voar até à zona sul da Irlanda do Norte, onde ele e a sua tripulação vestiam roupa civil, atravessaram a fronteira até à Irlanda e adquiriam comida e bebidas alcoolicas para uma festa em Waddington; ele fazia sempre questão de convidar o Comandante das Unidades da RAAF em Além-mar, o Vice-Marechal do Ar Henry Wrigley, convites estes que eram sempre aceites sem falha. Brill entregou o comando do Esquadrão N.º 467 no dia 12 de Outubro de 1944, tornando-se no primeiro homem a sobreviver todo um período como líder de esquadrão. Voou um total de 58 missões no Comando de Bombardeiros, tendo regressado à Austrália na passagem de ano. No dia 29 de Janeiro de 1945, casou-se com Ilma Kitto, uma professora; eles já estavam noites antes de a guerra começar, e mais tarde tiveram três filhos.

## Carreira no pós-guerra

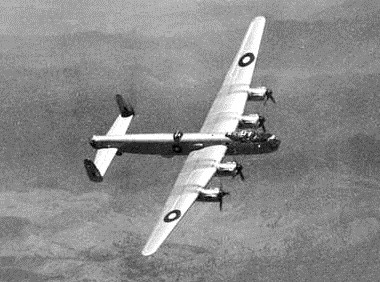
Um Avro Lincoln australiano, em Novembro de 1946

Brill continuou na força aérea depois do cessar das hostilidades. De Fevereiro de 1946 até Agosto de 1947, ele serviu como o primeiro e único comandante da Unidade de Conversão de Tripulações de Bombardeiros Pesados na Estação de East Sale, em Vitória; esta unidade existiu apenas durante meio ano, pois pouco apoio ou direcção foi atribuída a esta unidade, e nos meses de verão os aviões da unidade, os Avro Lincoln, foram destacados para patrulhas em East Gippsland. Em 1948, Brill foi transferido da CAF para a Permanent Air Force (PAF), e voltou ao posto de Squadron Leader. Em Março de 1949, ele tornou-se no comandante inaugural do Esquadrão N.º 10, que havia sido extinto em 1945 depois de prestar serviço durante a Segunda Guerra Mundial. Este esquadrão foi formado a partir do pessoal e das infraestruturas da Estação de Garbutt, em Townsville. A principal tarefa de Brill era a de organizar o esquadrão e prepara-lo para operações de busca e salvamento. Esta unidade recebeu o primeiro de quarto aviões Lincoln em Setembro de 1949, e em Janeiro Brill foi rendido no comando da unidade.
Voltando a ser promovido a Wing Commander, Brill serviu como director do Colégio de Defesa da RAAF, em Point Cook, Vitória, até à sua nomeação para integrar a equipa do gabinete do Marechal do ar Donald Hardman, o Chefe do Estado-maior em 1952. Em Dezembro de 1953, foi nomeado para comandar a Escola de Treino de Oficiais na Base aérea de Rathmines, em Nova Gales do Sul. Nesta posição, ele desempenhava ao mesmo tempo a função de comandante da base. A sua função da RAAF voltou a ser alterada em Maio de 1956, quando a base e a escola foram reorganizadas numa única unidade, a Escola de Treino Terrestre da RAAF, e Brill assumiu o comando desta unidade até Julho. Considerado um líder compreensivo, tornou-se Director dos Serviços de Pessoal. Promovido a Capitão de Grupo, Brill serviu ao longo de 1959 como comandante da Base aérea de Canberra antes de ser novamente nomeado como director dos serviços de pessoal. Pessoa activa em organizações humanitárias e de juventude na localidade, tornou-se maçon no início dos anos 60. Em Janeiro de 1964 assumiu o comando da Base aérea de Townsville, voltando a Camberra em Outubro para ser destacado para o Departamento do Ar. No dia 12 de Outubro, faleceu devido a um ataque cardíaco. Deixou vivos a sua mulher e os seus filhos, e foi enterrado em Camberra.